# Bal der Geweigerden
Het Bal der Geweigerden is de tegenhanger van het Boekenbal dat jaarlijks door de Stichting Collectieve Propaganda van het Nederlandse Boek georganiseerd wordt bij de opening van de Boekenweek. Vaste locatie van het Bal der Geweigerden is Amsterdamse poptempel Paradiso op de Weteringschans in Amsterdam, op een steenworp afstand van de Stadsschouwburg waar het officiële Bal plaatsvindt.
Het Bal der Geweigerden werd voor het eerst georganiseerd in 2002 omdat, naar de mening van de organisatoren, op het officiële Boekenbal elk jaar minder schrijvers en dichters toegelaten worden, maar steeds meer sponsors, hoge ambtenaren en andere personen van buiten de literaire wereld. Het Boekenbal is, aldus de organisatoren van het alternatieve Bal, verworden tot een podium voor niet-literaire personen om te netwerken. Als reactie op het kaartenbeleid van de CPNB zijn de toegangskaarten voor het Bal der Geweigerden voor iedereen te koop.
In 2006 werd op het Bal der Geweigerden voor de eerste keer de Gouden Doerian voor het slechtste Nederlandse literaire werk uitgereikt, een initiatief van stadsdichter Adriaan Jaeggi.

## Edities Bal der Geweigerden
| Jaar | Thema                                       | Prominente aanwezigen |
| ---- | ------------------------------------------- | --- |
| 2002 |                                             | Youp van 't Hek, Hans Teeuwen, Sanne Wallis de Vries, Theodor Holman |
| 2005 |                                             | Paul Haenen, Najib Amhali, Maria Goos, Justus van Oel, Rosita Steenbeek, Mustafa Stitou, Michaël Zeeman, Viggo Waas, Peter Heerschop, Klopdokter, Vrouwkje Tuinman, Ingmar Heytze |
| 2006 | Cuba Libre!                                 | Gerrit Komrij, Drs. P, Erik van Muiswinkel, Adriaan Jaeggi |
| 2007 | Turkije                                     | Erik van Muiswinkel, Bart Tromp |
| 2009 | Friese literatuur                           | Tsead Bruinja, Elske De Walle, Marcel Verreck |
| 2010 | Kabouterbeweging - Oranje Vrijstaat 40 jaar | Roel van Duijn, Louise Fresco, Hans Plomp, Iain Matthews, Diana Ozon |
| 2011 | E-bookbal                                   | Lydia Rood, Hans Vandenburg |